# Appias lyncida
Appias lyncida is een vlindersoort uit de familie van de Pieridae (witjes), onderfamilie Pierinae.
Appias lyncida werd in 1777 beschreven door Cramer.